# Нюберг, Арне
А́рне Ню́берг (швед. Arne Nyberg; 20 июня 1913, Сефле, Швеция — 12 августа 1970) — шведский футболист, нападающий, участник чемпионата мира 1938 года в составе сборной Швеции.

## Клубная карьера
Арне Нюберг играл за клубы «Сифхелла» и «Гётеборг», в составе последнего выступал на протяжении 18 лет. С «Гётеборгом» Нюберг дважды становился чемпионом Швеции.

## Международная карьера
За 12 лет выступлений в сборной Швеции Арне Нюберг забил 18 голов в 31 матче. Он является автором самого быстрого гола чемпионата мира 1938 года, забитого уже на 35-й секунде полуфинала против венгерской команды, наряду с Эмилем Венантом из Франции. Всего на турнире Арне отличился трижды, забив по разу в каждом из трёх матчей сборной. Швеция заняла четвёртое место.

## Достижения
«Гётеборг»
- Чемпион Швеции: 1935, 1942
- Серебряный призёр чемпионата Швеции: 1940
- Чемпион второй шведской лиги: 1939

Сборная Швеции
- Четвёртое место на чемпионате мира: 1938